# Poznań Karolin
Poznań Karolin – przystanek kolejowy w Karolinie, w Poznaniu.

## Ruch pasażerski
| Rok  | Wymiana pasażerska na dobę |
| ---- | -------------------------- |
| 2017 | 50-99                      |
| 2022 | 150-199                    |

## Charakterystyka
Znajduje się przy wiadukcie (dawniej przejeździe kolejowo-drogowym) w ciągu ulicy Gdyńskiej na drodze wojewódzkiej nr 196 Poznań - Murowana Goślina - Wągrowiec. Dawniej przy peronie znajdowała się budka dróżnika, która pełniła jednocześnie funkcję kasy biletowej. Po modernizacji na przełomie lata i jesieni 2012 r., budkę dróżnika oraz wiatę zburzono. 
Niedaleko przystanku znajduje się wiadukt kolejowej obwodnicy Poznania (kiedyś m.in. trasa Warszawa - Szczecin dla pociągów niezatrzymujących się na dworcu Poznań Główny; obecnie tylko ruch towarowy).

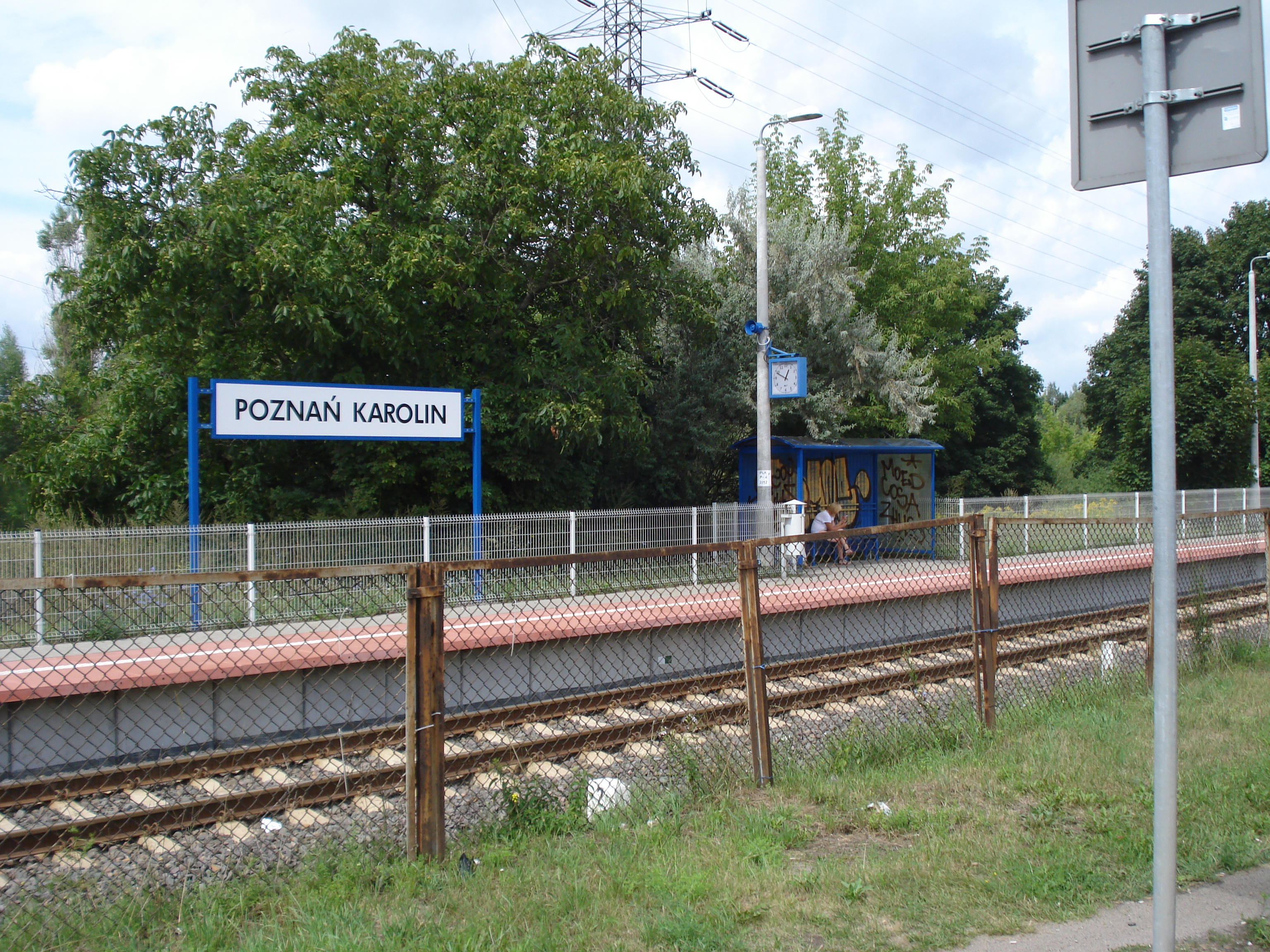
Przystanek kolejowy Poznań Karolin po modernizacji
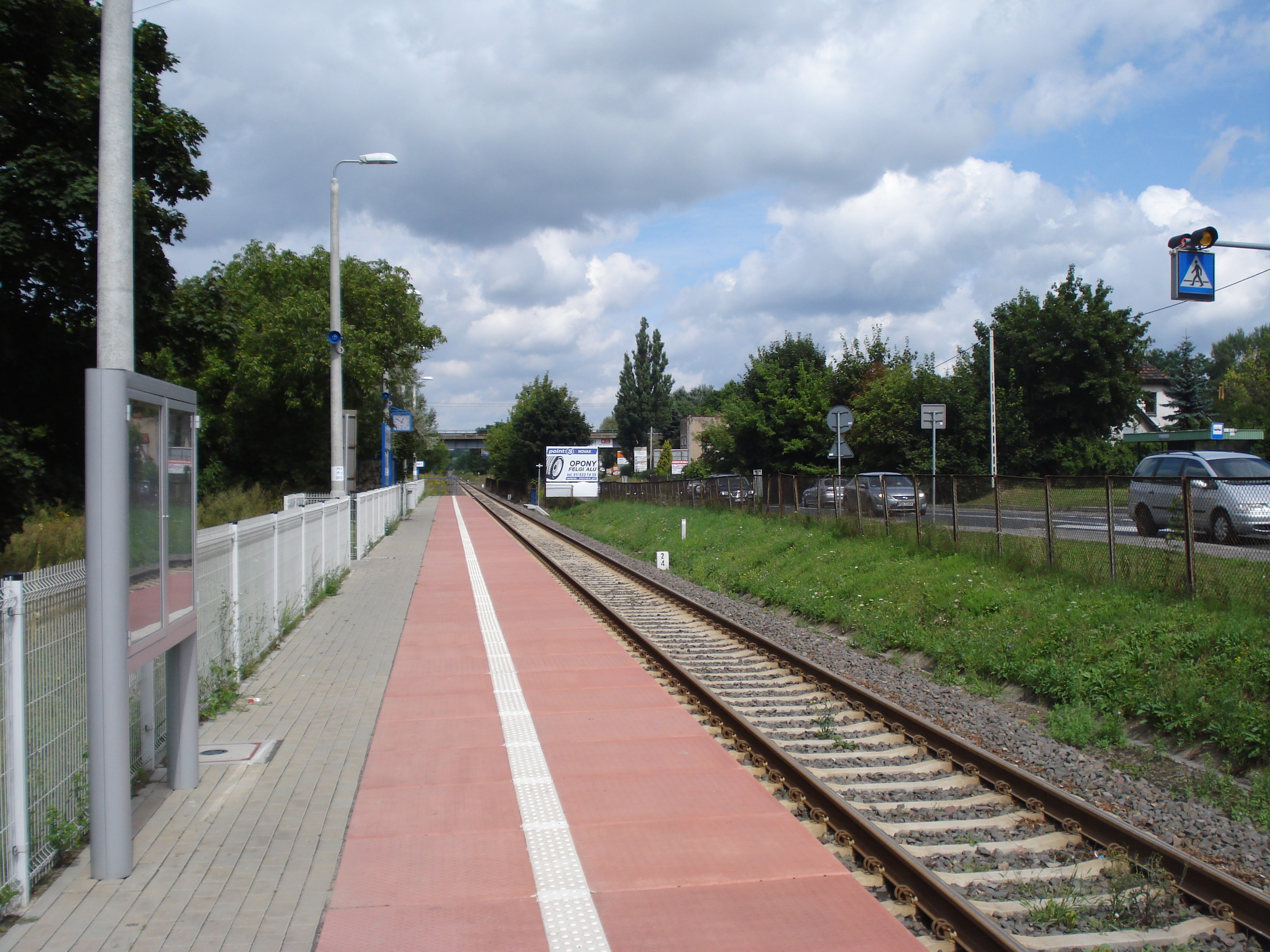
Przystanek kolejowy Poznań Karolin
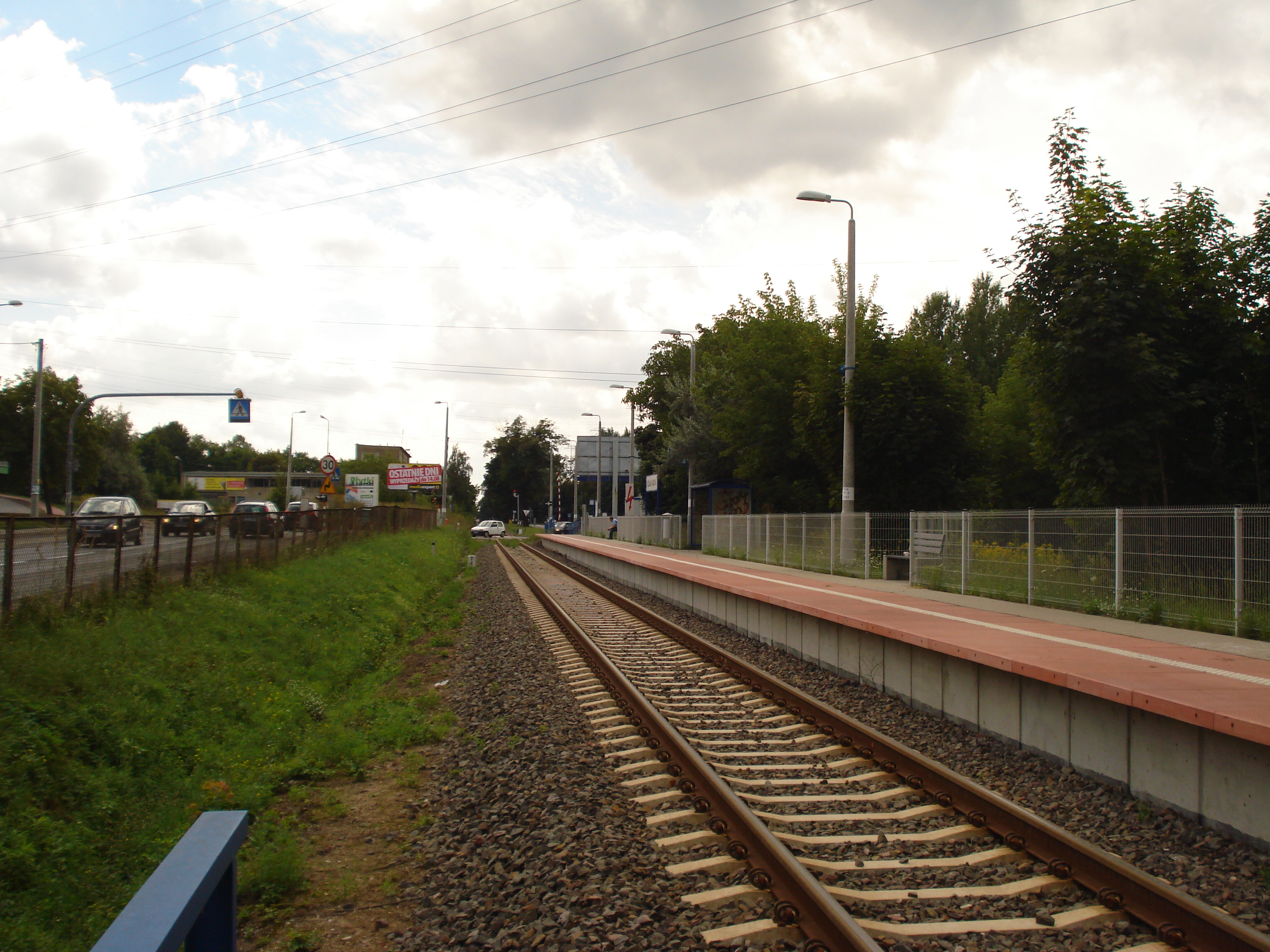
Linia 356 w kierunku Poznania